# 乗れない鉄道に乗ってみた!
『乗れない鉄道に乗ってみた!』（のれないてつどうにのってみた!）は、BSテレ東で2021年12月5日から不定期で放送されている鉄道ドキュメンタリー番組。

## 概要
日本の、一般客が乗車できない専用線や貨物線などを走る鉄道車両に乗った気分になって浸れる情景ドキュメンタリー番組。語り（ナレーション）は市川紗椰が担当している。
2022年7月26日には特別番組『日本の乗れない鉄道に乗ってみた!』が放送された。
テレビ東京系列地上波での放送
『プリティーシリーズ』のアニメ作品（直前時点では『ワッチャプリマジ!』を放送）がシリーズ休止になったことに伴い、すとぷりの地上波冠番組（直後時点では『すとぷりのHere!We!GO!!』を放送）が開始するまでの繋ぎ番組として2022年10月16日から11月27日まで、毎週日曜午前10:00に第1回から第7回がテレビ東京系列地上波6局ネットにて放送された。その後、第8回および第10回から第12回が2023年1月14日から2月4日までの毎週土曜午前10時30分に放送された。

## 放送リスト
| 回 | BS             | BS   | BS            | 地上波 | 地上波         | 地上波        | サブタイトル                                     | 紹介路線 同乗車両                                                                               | 収録Blu-ray | 備考 【D】ディレクターズカット版                                  |
| 回 | 放送日         | 曜日 | 放送時間      | 順     | 放送日         | 放送時間      | サブタイトル                                     | 紹介路線 同乗車両                                                                               | 収録Blu-ray | 備考 【D】ディレクターズカット版                                  |
| -- | -------------- | ---- | ------------- | ------ | -------------- | ------------- | ------------------------------------------------ | ----------------------------------------------------------------------------------------------- | ----------- | ----------------------------------------------------------------- |
| 1  | 2021年12月5日  | 日   | 17:00 - 17:30 | 2      | 2022年10月23日 | 10:00 - 10:30 | 大井川鐵道・井川線…日本一の急勾配を越えて        | 大井川鐵道井川線 アプト式電気機関車ED903                                                        | -           |                                                                   |
| 2  | 2021年12月12日 | 日   | 17:00 - 17:30 | 1      | 2022年10月16日 | 10:00 - 10:30 | 立山砂防工事専用軌道…高低差200m！絶景トロッコ    | 国土交通省立山砂防工事専用軌道 北陸重機工業2014年製5t級ディーゼル機関車                         | Vol.3       |                                                                   |
| 3  | 2022年1月9日   | 日   | 17:00 - 17:30 | 3      | 2022年10月30日 | 10:00 - 10:30 | 愛知・衣浦臨海鉄道…海を渡る247mの貨物列車        | 衣浦臨海鉄道 ディーゼル機関車KE65-5                                                             | Vol.1       |                                                                   |
| 4  | 2022年1月16日  | 日   | 17:00 - 17:30 | 4      | 2022年11月6日  | 10:00 - 10:30 | 巨大製鉄所のトーピードカー！超高温の鉄を運べ！   | 日本製鉄東日本製鉄所君津地区 電気機関車E8008、トーピードカーT24                                 | Vol.2       |                                                                   |
| 5  | 2022年5月1日   | 日   | 17:00 - 17:30 | 5      | 2022年11月13日 | 10:00 - 10:30 | ★仙台ビール工場専用線！チカラある赤い貨車        | 仙台臨海鉄道仙台西港線 キリンビール仙台工場専用線 ディーゼル機関車DE65-2                        | Vol.1       |                                                                   |
| 6  | 2022年5月8日   | 日   | 17:00 - 17:30 | 6      | 2022年11月20日 | 10:00 - 10:30 | ★東京モノレール工作車〜深夜点検の黄色い車両      | 東京モノレール羽田空港線 普通工作車（ディーゼルタイプ）DE-42                                    | Vol.1       |                                                                   |
| 7  | 2022年6月5日   | 日   | 17:00 - 17:30 | 7      | 2022年11月27日 | 10:00 - 10:30 | ★立入禁止？大手電機会社構内の専用貨物線          | 東芝エネルギーシステムズ京浜事業所構内専用線 北陸重機工業2016年製25t級ディーゼル機関車HDCB-25LP | Vol.2       |                                                                   |
| 8  | 2022年6月12日  | 日   | 17:00 - 17:30 | 8      | 2023年1月14日  | 10:30 - 11:00 | ★石油タンク16両ロング貨物！京葉臨海鉄道          | 京葉臨海鉄道 ディーゼル機関車KD602                                                              | Vol.3       |                                                                   |
| 9  | 2022年9月17日  | 土   | 17:00 - 17:30 |        |                |               | ★倉敷の最新エコ機関車！水島臨海鉄道              | 水島臨海鉄道 ディーゼル機関車DD200-601                                                          | -           | 2022年7月26日放送の『日本の乗れない鉄道に乗ってみた！』でも取材。 |
| 10 | 2022年9月18日  | 日   | 17:00 - 17:30 | 9      | 2023年1月21日  | 10:30 - 11:00 | ★巨大製鉄所の専用線へ！名古屋臨海鉄道            | 名古屋臨海鉄道 ディーゼル機関車ND601                                                            | Vol.2       |                                                                   |
| 11 | 2022年12月25日 | 日   | 0:00 - 0:30   | 10     | 2023年1月28日  | 10:30 - 11:00 | ★セメント運ぶレトロ電気機関車                    | 三岐鉄道三岐線 太平洋セメント藤原工場専用線 電気機関車ED457                                     | -           |                                                                   |
| 12 | 2022年12月26日 | 月   | 0:00 - 0:30   | 11     | 2023年2月4日   | 10:30 - 11:00 | 相模鉄道…幸せの黄色い電車！新型車両を運べ        | 相模鉄道厚木線 事業用車モヤ701                                                                  | -           |                                                                   |
| 13 | 2023年6月27日  | 火   | 0:00 - 0:30   |        |                |               | 鹿児島市電…夏限定！真夜中の芝刈り電車            | 鹿児島市電 芝刈り電車512（散水電車）                                                            | Vol.3       |                                                                   |
| 14 | 2023年9月25日  | 月   | 0:00 - 0:30   |        |                |               | 神奈川臨海鉄道本牧線…横浜名物のレトロ貨物        | 神奈川臨海鉄道本牧線 ディーゼル機関車DD5516                                                     | -           |                                                                   |
| 15 | 2025年3月12日  | 水   | 0:10 - 0:40   |        |                |               | 【栃木・東光高岳専用線～激レア幻の大物車走る】4K | 東光高岳小山事業所専用線 ディーゼル機関車D35-101 （シキ800形801号）                             | -           | 【D】2025年3月31日 2:58 - 3:20                                    |
| 16 | 2025年3月19日  | 水   | 0:00 - 0:30   |        |                |               | 【歴史に幕…福島臨海鉄道「安中貨物東邦号」】4K    | 福島臨海鉄道 ディーゼル機関車DD56-2 （JR貨物タキ1200形貨車）                                    | -           | 【D】2025年3月31日 3:20 - 3:50                                    |

## 特別番組
『日本の乗れない鉄道に乗ってみた！』は、2022年7月26日（18:54 - 20:49）に2時間特番としてBSテレ東で放送された。
その後、2022年12月30日（10:00 - 12:00※5分拡大）に『日本の乗れない鉄道に乗ってみた！スペシャル ★番組アワード対象番組』として再放送された。
- 出演者

【ナビゲーター】市川右團次 ※撮影は鉄道博物館で行った。
【旅人（名古屋臨海鉄道）】市川紗椰
【ナレーター】窪田等
- 内容

名古屋臨海鉄道
1. ダイヤモンドクロッシング（名古屋臨海鉄道東築線×名鉄築港線）
2. TOYOTA LONGPASS EXPRESSに市川紗椰が乗車（名古屋臨海鉄道南港線東港駅 - 名古屋南貨物駅）

水島臨海鉄道
1. 倉敷市駅 - 東水島駅

絶景四選
1. 立山砂防工事専用軌道
2. 日本製鉄東日本製鉄所君津地区トーピードカー
3. 京葉臨海鉄道
4. 衣浦臨海鉄道

## 放送局
| 放送地域       | 放送局                 | 放送系列       | 放送期間                                               | 放送時間                                                  | 備考                                                          |
| -------------- | ---------------------- | -------------- | ------------------------------------------------------ | --------------------------------------------------------- | ------------------------------------------------------------- |
| 日本全域       | BSテレ東 / BSテレ東 4K | BS放送         | 2021年12月5日 -                                        | 17:00 - 17:30（第1回 - 第10回） 0:00 - 0:30（第11回以降） | 製作局、不定期放送                                            |
| 関東広域圏     | テレビ東京             | テレビ東京系列 | 1. 2022年10月16日 - 11月27日 2. 2023年1月14日 - 2月4日 | 1. 日曜 10:00 - 10:30 2. 土曜 10:30 - 11:00               | BS本放送時とは放送順が異なる。 1. 2→1→3→4→5→6→7 2. 8→10→11→12 |
| 北海道         | テレビ北海道           | テレビ東京系列 | 1. 2022年10月16日 - 11月27日 2. 2023年1月14日 - 2月4日 | 1. 日曜 10:00 - 10:30 2. 土曜 10:30 - 11:00               | BS本放送時とは放送順が異なる。 1. 2→1→3→4→5→6→7 2. 8→10→11→12 |
| 愛知県         | テレビ愛知             | テレビ東京系列 | 1. 2022年10月16日 - 11月27日 2. 2023年1月14日 - 2月4日 | 1. 日曜 10:00 - 10:30 2. 土曜 10:30 - 11:00               | BS本放送時とは放送順が異なる。 1. 2→1→3→4→5→6→7 2. 8→10→11→12 |
| 大阪府         | テレビ大阪             | テレビ東京系列 | 1. 2022年10月16日 - 11月27日 2. 2023年1月14日 - 2月4日 | 1. 日曜 10:00 - 10:30 2. 土曜 10:30 - 11:00               | BS本放送時とは放送順が異なる。 1. 2→1→3→4→5→6→7 2. 8→10→11→12 |
| 岡山県・香川県 | テレビせとうち         | テレビ東京系列 | 1. 2022年10月16日 - 11月27日 2. 2023年1月14日 - 2月4日 | 1. 日曜 10:00 - 10:30 2. 土曜 10:30 - 11:00               | BS本放送時とは放送順が異なる。 1. 2→1→3→4→5→6→7 2. 8→10→11→12 |
| 福岡県         | TVQ九州放送            | テレビ東京系列 | 1. 2022年10月16日 - 11月27日 2. 2023年1月14日 - 2月4日 | 1. 日曜 10:00 - 10:30 2. 土曜 10:30 - 11:00               | BS本放送時とは放送順が異なる。 1. 2→1→3→4→5→6→7 2. 8→10→11→12 |

インターネットはParaviとSPOOXにて第1〜4回を配信中。

## 関連商品

### Blu-ray
発売元：ビコム
1. 乗れない鉄道に乗ってみた! Vol.1 愛知・衣浦臨海鉄道/仙台ビール工場専用線/東京モノレール工作車[5]
発売日：2023年12月21日　品番：VB-6305
収録内容：第3回・衣浦臨海鉄道（愛知県）、第5回・キリンビール仙台工場専用線（宮城県）、第6回・東京モノレール羽田空港線（東京都）
映像特典：東京モノレール工作車　DE-42 前面展望（浜松町付近〜昭和島総合センター間前面展望のノーカット映像）
2. 乗れない鉄道に乗ってみた! Vol.2 巨大製鉄所のトーピードカー/大手電機メーカーの構内専用線/名古屋臨海鉄道
発売日：2024年4月21日　品番：VB-6306
収録内容：第4回・日本製鉄君津地区 トーピードカー（千葉県）、第7回・東芝エネルギーシステムズ 京浜事業所構内専用線（神奈川県）、第10回・名古屋臨海鉄道（愛知県）
映像特典：名古屋臨海鉄道 ND60形 前面展望（東港～日本製鉄名古屋製鉄所を走る名古屋臨海鉄道　ND60形の前面展望のノーカット映像）
3. 乗れない鉄道に乗ってみた! Vol.3 立山砂防工事専用軌道/京葉臨海鉄道/鹿児島市電
発売日：2024年7月21日　品番：VB-6307
収録内容：第2回・立山砂防工事専用軌道（富山県）、第8回・京葉臨海鉄道（千葉県）、第13回・鹿児島市電（鹿児島県）
映像特典：京葉臨海鉄道 KD55形 ノーカット前面展望 京葉久保田～千葉貨物